# إرشادات غذائية للأمريكيين
الإرشادات الغذائية للأمريكيين (اختصارًا DGA) هي نصائح غذائية للأمريكيين الذين تزيد أعمارهم عن السنتين. تنشر الإرشادات كل 5 سنوات بواسطة وزارة الزراعة الأمريكية، جنبًا إلى جنب مع وزارة الصحة والخدمات الأمريكية. تهدف هذه الإرشادات إلى مساعدة الممارسين الصحيين وصناع السياسات على تقديم المشورة حول الخيارات الصحية لنظامهم الغذائي.
بالرغم من أنه يُزعم بأنَّ هذه الإرشادات تستند إلى نهج مرجعي للهيئة الحالية لعلوم التغذية، تَجادل النقّاد على أنَّ اللجنة الاستشارية المكلفة بصياغة خطة الاسترجاع وتحليل الأدلة العلمية للطبعة الحالية من الإرشادات تستخدم عملية أقل صرامة لتقييم التأثير الصحي لاستهلاك الدهون المشبعة والملح ولتقييم التأثيرات الصحية لنظام غذائي منخفض الدهون وعالي السكريات. أدت هذه المراجعة الأقل صرامة لأدبيات علوم التغذية إلى إغفال العديد من التجارب السريرية الكبيرة والعالية الجودة وكذلك إغفال بعض دراسات الملاحظة المرتقبة عالية الجودة. كان لدى بعض أعضاء اللجنة الاستشارية أيضًا تضارب في المصالح لم يتم الكشف عنه بالكامل. لهذه الأسباب، اعترض النقاد على جودة التقرير العلمي للجنة الاستشارية وصلاحية الإرشادات لأعوام 2015-2020 نفسها لأنها تأثرت دون داعٍ بالمصالح التجارية وبكونها معيبة بسبب التحيز المؤكد لبعض أعضاء اللجنة الاستشارية.

## التاريخ
إن جهود الحكومة الفيدرالية للولايات المتحدة بدأت لإنشاء أساس علمي لتغذية الإنسان مع ويلبر أولين أتواتر [الإنجليزية]، الذي قام بنشر اوائل التوصيات الغذائية للأمريكيين في عام 1894، مشيراً بشكل خاص إلى «نحن لا نعيش على ما نأكله، بل على ما نهضمه».
تنشر الإرشادات الغذائية للأمريكيين كل خمس سنوات بداية من عام 1980، حيث صدر منها ثمانية نسخ حتى الآن. إحدى التوصيات المتسقة لهذه المبادئ التوجيهية الثمانية كانت أن الأمريكيين يقللون من استهلاكهم الغذائي للدهون والمنتجات الحيوانية، بما في ذلك اللحوم ومنتجات الألبان والبيض وزيادة استهلاكهم الغذائي من الكربوهيدرات والأغذية النباتية، بما في ذلك الفواكه والخضروات والحبوب.